# Toga smetlika
Toga smetlika (znanstveno ime Euphrasia stricta) je polzajedavska rastlina, ki zajeda predvsem trave, in spada v rod Euphrasia.

## Opis
Toga smetlika v višino doseže do 30 cm, na vrhu vzravnanih stebelc pa ima somerne, dvoustnate bele ali rahlo vijolične cvetove, ki imajo spodnjo ustno daljšo od zgornje in izrazito rumeno liso. Običajno merijo med 6 in 10 mm. Cvetna čaša je cevasta in je sestavljena iz štirih lističev.
Stebelni listi so koničasto jajčasti in imajo razločne zobce. Niso poraščeni z dlačicami.

## Razširjenost in uporabnost
Domovina toge smetlike je Evropa, kasneje pa so jo zanesli tudi na severovzhod Severne Amerike.
Najbolje uspeva na poapnenih travnikih in gozdnih robovih. 
V tradicionalni medicini se pripravki iz toge smetlike uporabljajo za zdravljenje očesnih vnetij, predvsem pri alergijskemu konjunktivitisu. Poleg tega se uporablja tudi za pospeševanje teka in prebave ter kot sredstvo za krčenje in krepitev tkiv, pa tudi za lajšanje bolezni dihal pri nahodu, kašlju, gripi in bronhitisu in za zdravljenje očesnega ječmena in splošne očesne utrujenosti ter motnjah vida.
.